# Vente directe

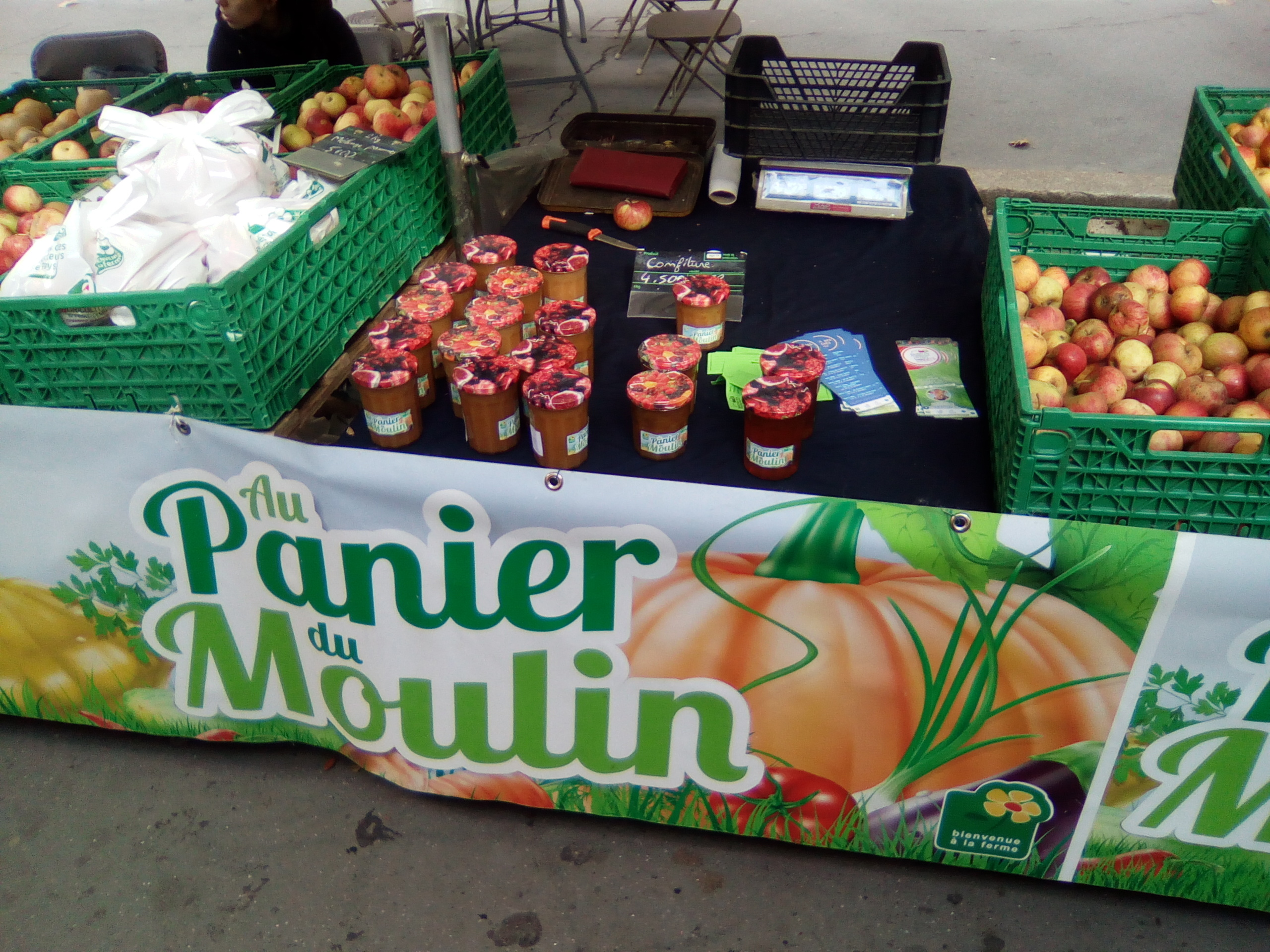
Stand de maraîcher à un marché de producteurs agricoles.

La vente directe est la transaction qui se déroule sans intermédiaire entre une personne à l’origine de l'existence du produit ou de la transformation d'un produit (le producteur ou le transformateur) et l'acheteur final. C'est un des types de vente s’inscrivant parmi les circuits courts.
« Vente directe » fait partie du vocabulaire usité par le milieu de la vente à domicile (transaction réalisée par un vendeur à domicile indépendant directement chez l'acheteur final).

## Enjeux de la vente directe
La vente directe du producteur au client permet de supprimer les intermédiaires qui ont une part non négligeable dans le coût final du produit : marge rémunératrice de/des intermédiaires, services de transport, centrales d’achat, commerciaux, etc.

## Au sein du milieu agricole

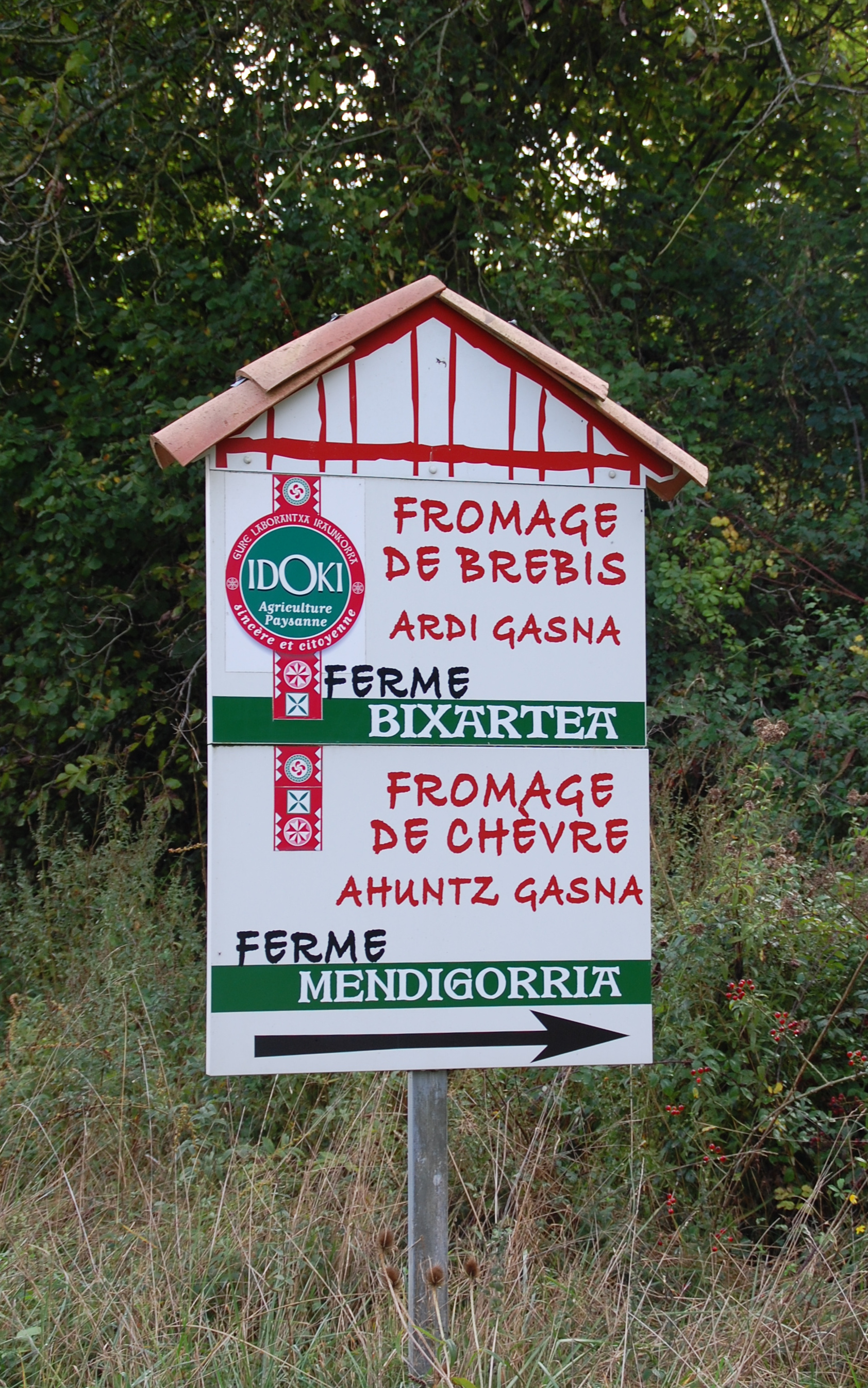
Panneautage privé de promotion pour la vente directe de fromage fermier. Les agriculteurs producteurs fermiers s'associent parfois et créent des marques collectives de certification (ici « Idoki »).

Par prudence, par conviction ou d'autres raisons, des familles ayant une activité agricole depuis plusieurs générations n'ont jamais cessé de vendre aux particuliers leurs différentes productions, à la ferme ou aux marchés de proximité. À cela s'est ajouté récemment le commerce électronique. Ces agriculteurs n'ont pas fait commerce avec la grande distribution, les centrales d'achat, ou l'industrie agroalimentaire. De ce fait, la vente directe dans le milieu agricole, comme elle est nommée aujourd'hui en France, n'est pas une activité nouvelle mais une continuité.

## Au sein de la vente à domicile
La formulation « vente directe » est aussi employée dans le vocabulaire du milieu de la vente à domicile qui consiste à utiliser un réseau de distributeurs indépendants pour écouler des produits. L'origine de ce mode de commercialisation remonte aux années 1800 et voit le jour aux États-Unis. Le but était de faciliter la distribution de produits de première nécessité via de simples clients/partenaires. Ce mode de distribution permettait aussi de se passer de succursales trop coûteuses à mettre en place. Le système de rémunération consiste à simplement offrir une marge sur les prix de ventes aux clients.